# Al Sears

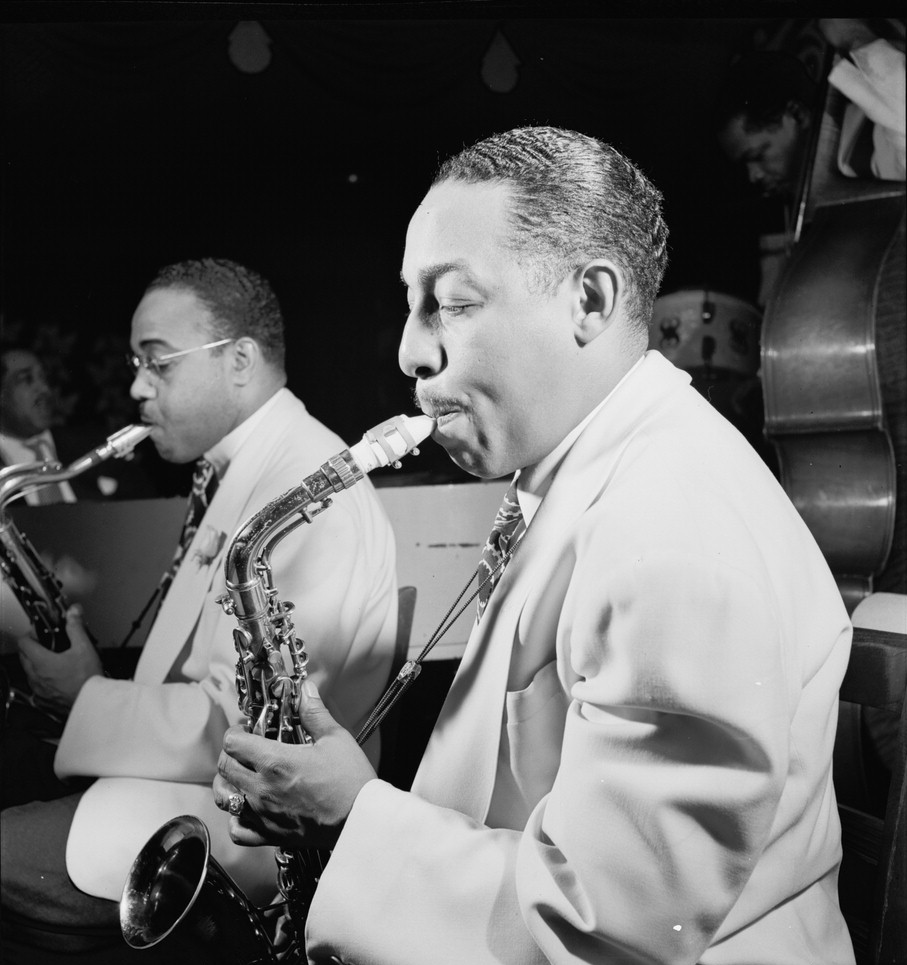
Al Sears (links) met Johnny Hodges, New York, circa 1946 (foto: William Gottlieb)

Al Sears (Macomb, 21 februari 1910 - New York, 23 maart 1990) was een Amerikaanse tenor- en altsaxofonist en bandleider. Hij speelde jazz en rhythm & blues en werkte onder meer bij Duke Ellington.

## Biografie
Sears speelde als tiener kort saxofoon bij Fats Waller. In 1928 verving Sears de tenorsaxofonist Johnny Hodges in het orkest van Chick Webb, die toen in Savoy Ballroom in Harlem speelde. Hij toerde met de 'zwarte' revue "Keep Shufflin'", daarna speelde hij enige tijd bij Zack Whyte in Cincinnati en bijvoorbeeld bij Elmer Snowden. Hij werd opgemerkt door producer en talentenscout John Hammond die voor hem regelde dat hij mee kon spelen op opnames van Harry James. In die tijd werkte hij ook bij het dansorkest van Vernon Andrade in New York. Na zijn 'gewone werk' ging hij vaak jammen, onder meer met Thelonious Monk in Minton's Playhouse, een van de geboorteplaatsen van de bebop. In 1941 werd hij lid van de band van Andy Kirk, "The Clouds of Joy", waar hij twee jaar werkte.
Toen de Tweede Wereldoorlog in volle gang was, leidde hij een band die de troepen in militaire kampen en bases vermaakte. Daarna speelde hij in het orkest van Lionel Hampton en in 1944 werd hij saxofonist bij Duke Ellington, waar hij Ben Webster verving. Sears werd een van Ellingtons bekendste solisten. In 1949 vertrok hij om te worden vervangen door Paul Gonsalves. Hij werd lid van de groep van Johnny Hodges, die toen een grote hit scoorde met het door Sears gecomponeerde "Castle Rock". Sears bleef in de band van Hodges tot augustus 1952, hij vertrok om solo te gaan. In de periode 1950 tot 1956  maakte hij rhythm & blues-platen onder eigen naam, voor meerdere labels, waaronder Groove Records, Coral, RCA Victor en King Records. Verschillende van deze opnames werden later verzameld op de plaat "Sear-iously". Verder in de jaren vijftig was hij sessie-muzikant op rhythm & blues-platen Ook begon hij een eigen muziekuitgeverij, Sylvia Music Company.
Midden jaren vijftig organiseerde diskjockey Alan Freed rock-'n-roll-shows, waar Al Sears optrad en de band leidde. Met Jesse Stone schreef hij een van Freeds herkenningsmelodieën. Met Stone maakte hij ook opnames, evenals met onder meer Otis Blackwell en  Johnny Burnette. Na 1957 raakte zijn loopbaan wat in het slop. Hij werd een baas bij ABC Paramount en maakte zich sterk voor de rechten van zwarte artiesten. In 1959 en 1960 nam hij nog twee albums op voor Swingville Records. In de jaren zestig speelde hij verder mee op platen van bijvoorbeeld Mildred Anderson, Taft Jordan, Shorty Baker, Coleman Hawkins en Aretha Franklin. Tot in de jaren tachtig trad Sears nog af en toe op. Hij overleed op 80-jarige leeftijd in New York.
Sinds 2002 vindt in Macomb jaarlijks het Al Sears Jazz Festival plaats.

## Discografie (selectie)
- The Rocking & Honking Tenor, EPM
- Sear-iously, Bear Family
- Big Raw Tone, Hep Cat
- Dance Music with a Swing Beat (1959), Audio Lab Records
- Swing's the Thing" (1960), Original Jazz Classics, 1995

met Andy Kirk:
- 1940-1942, Classics, 1993

met Lionel Hampton:
- 1942-1944, Classics, 1995

met Duke Ellington:
- Indispensable Duke Ellington, RCA, 1995
- The Duke Ellington Centenary Collection: The Travelogue Edition, Musicmasters